# Andreasgebet
Das Andreasgebet  ist ein vor allem in Österreich bekannter volkstümlicher Brauch.
Bei einem Andreasgebet handelt es sich um ein Gebet, oder besser um eine Art „Heiratsorakel“ das in der Andreasnacht, d. h. der Nacht zum 30. November, dem Todestag des hl. Andreas († um 60), gesprochen wird. Derselbe Brauch findet sich mancherorts auch in Bezug auf die Thomasnacht, d. h. die Nacht des 21. Dezember.
Ursprünglich lassen sich diese Gebräuche auf Freyr beziehen, den altgermanischen Gott der Liebe und der Ehe. Der Volksglaube besagt, dass sich einer Jungfrau, die dieses Gebet spricht, ihr zukünftiger Geliebter offenbaren wird, zum Beispiel durch Blick in ein Feuer oder einen Spiegel. Das Andreasgebet ist von allerlei Brauchtum begleitet, wie dem Essen von Semmeln in drei Bissen, dem Decken eines Tisches für den fiktiven Zukünftigen, dem Sammeln von bestimmten Zweigen und den Umzügen von Kindern von Haus zu Haus. In manchen Orten hoffen in der Nacht vor dem Andreastag Mädchen von ihrem zukünftigen Mann zu träumen, jedoch ohne zu fasten, wie vor dem Agnestag, sondern, indem sie zuvor Wein trinken und Gebete in völliger Nacktheit verrichten und dabei einen Strohsack (als Symbol für das Hochzeitslager) treten oder mit einem neuen Besen ihre Kammer kehren und dabei zum Beispiel folgenden Text aufsagen: 
Heiliger Andreas, ich bitt’ dich,

Bettstatt, ich tritt dich,

lass mir erscheinen

den Herzallerliebsten mein! 

Eine etwas längere Version ist folgende:
Andreas, heiliger Schutzpatron, 

gib mir doch nur einen Mann, 

und lass mich im Bild ihn sehn, 

ob er hässlich oder schön, 

ob er geistlich oder weltlich, 

ob er jung ist oder ältlich, 

ob’s ein Junker, stolz und frei, 

ob er arm, doch fromm dabei. 

St. Andreas zeig’ mir’s an, 

ob und was ich hoffen kann. 

St. Andreas, ich bitte Dich! 

Denk doch dieses Jahr an mich! 

Der Text des Andreasgebets hat aber oft auch einen leicht zotenhaften Unterton, wie in diesem Beispiel:
Andresgen, Mann, Bescherer,

Du treuer Jungfern Lehrer,

hier steh ich splitternackt!

Wann wird die Stunde kommen,

daß einer mich genommen,

und mein Brautbett knackt?